# RS/6000

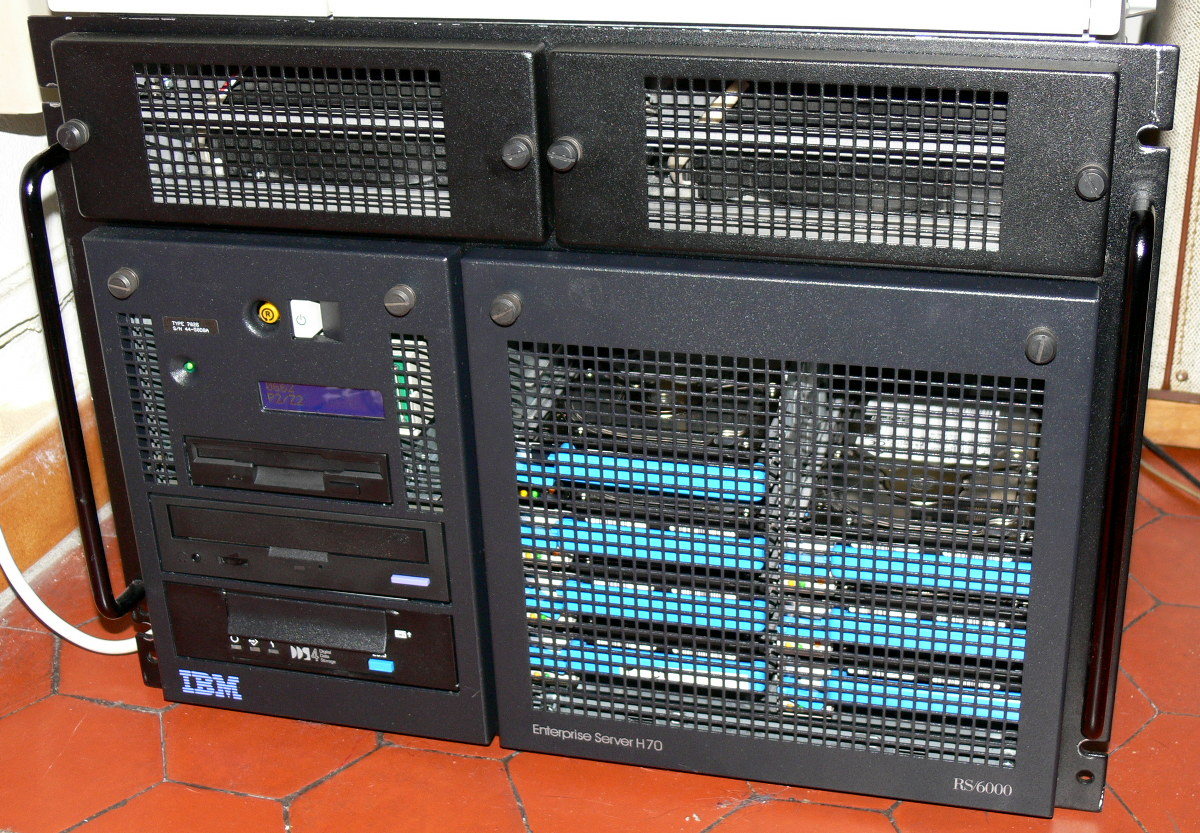
Un RS/6000 Modèle H70

RISC System/6000, ou RS/6000, constitue une famille de serveurs, de stations de travail et de superordinateurs fabriqués par IBM dans les années 1990. Les RS/6000 sont fondés sur une architecture RISC et fonctionnent sur UNIX. Ils ont remplacé la plateforme IBM RT en février 1990. Ils étaient les premiers ordinateurs à utiliser des microprocesseurs POWER et PowerPC. Le nom de la famille RS/6000 a été changé en System p en octobre 2000.
Le constructeur Bull a construit sous licence et commercialisé sous sa marque nombre de machines comme le DPX/20 basée sur l'architecture du RS/6000.